# Poecilaspidella
Poecilaspidella is een geslacht van kevers uit de familie bladkevers (Chrysomelidae).
De wetenschappelijke naam van het geslacht werd in 1913 gepubliceerd door Spaeth.

## Soorten
- Poecilaspidella proxima (Boheman, 1850)